# Arteria subclavia
Arteria subclavia är det latinska namnet på nyckelbensartären. Arteria subclavia ligger under nyckelbenet, os claviculum och övergår vid axeln i arteria axilliaris. Vid kraftig fysisk ansträngning kan det hända att man känner hur det pulserar under vänster nyckelben - detta är ett resultat av hjärtats ökade kontraktion.